# Mikrogeophagus altispinosus
Mikrogeophagus altispinosus é uma espécie de peixe endémica da bacia do Amazonas, no Brasil e Bolívia. A espécie faz parte da família Cichlidae e é incluída na subfamília Geophaginae. É um peixe de aquário popular.

## Distribuição e variantes geográficas e habitat
Esta espécie ocorre nas águas quentes, pouco duras e ácidas dos rios Mamoré e Guaporé. Permanece por esclarecer se um dos polimorfos de M. altispinosus, conhecido pelos aquaristas como Mikrogeophagus sp. "Zweifleck/Two-patch", encontrado no alto Guaporé no Brasil, é uma espécie diferente. A localidade tipo é o rio Mamoré em San Joaquín (Beni, Bolívia). Em seu habitat natural, a espécie ocorre em córregos de água doce permanentes e piscinas com temperaturas entre 22 e 28 C com pH em torno de 6,8.[carece de fontes?]